# Nieuwe Pijp

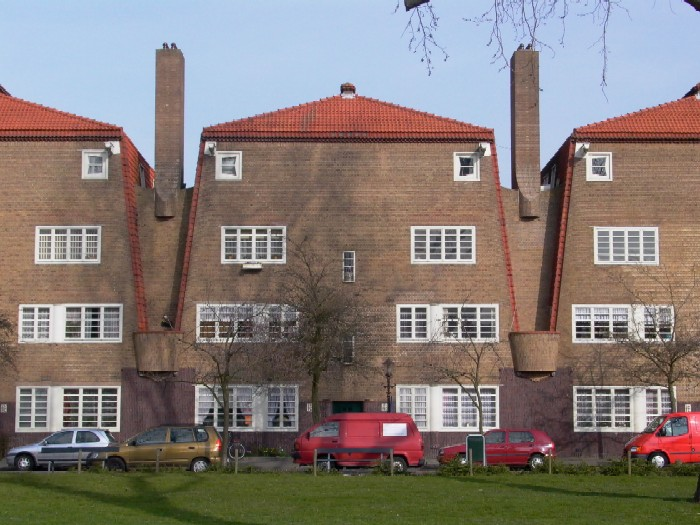
Wooncomplex uit de jaren 20 aan het Thérèse Schwartzeplein.

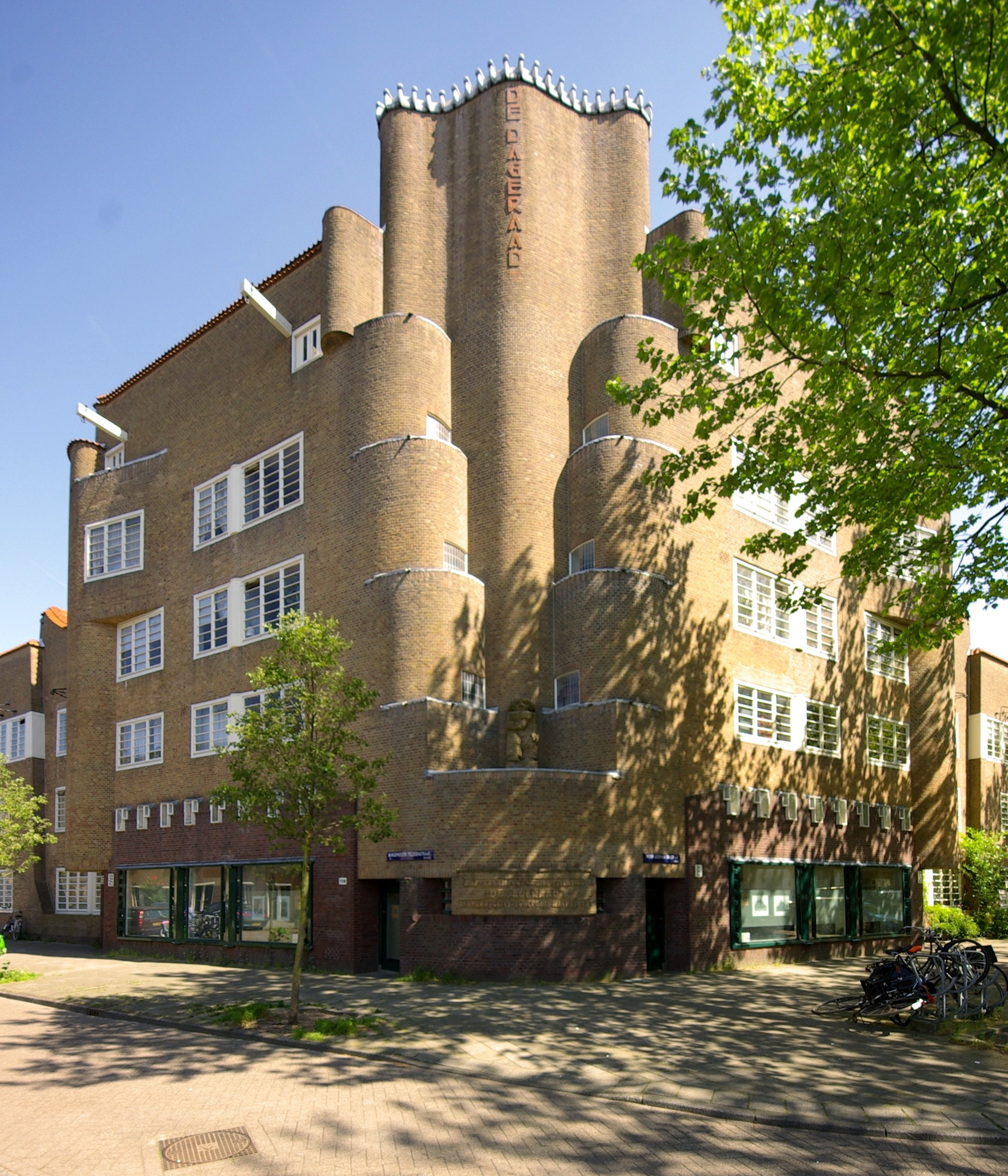
Wooncomplex De Dageraad aan de Burgemeester Tellegenstraat

De Nieuwe Pijp, ook wel Zuid-Pijp, is een wijk in Amsterdam, in de Nederlandse provincie Noord-Holland. De in het stadsdeel Zuid gelegen wijk heeft 0 inwoners (per 1 januari 2023). Op centraal stedelijk niveau aangeduid als buurtcombinatie V25 (Nieuwe Pijp) en V26 (Diamantbuurt). De oppervlakte van de Nieuwe Pijp is 93,79 hectare. Samen met de Oude Pijp vormt de Nieuwe Pijp de wijk (voorheen stadsdeel) De Pijp. De Nieuwe Pijp wordt begrensd door: Ceintuurbaan, Sarphatipark, wederom Ceintuurbaan, Amstel, Amstelkanaal en Boerenwetering.
De Nieuwe Pijp is een onderdeel van het Plan Zuid van de architect Berlage uit 1917. De bebouwing werd gerealiseerd tussen 1921 en 1929. Het gebied bestaat uit twee delen, de Diamantbuurt en het gedeelte tussen de Tweede Van der Helststraat en de Van Woustraat. Het gehele gebied van de Nieuwe Pijp staat bekend om de architectuur uit de Amsterdamse School-beweging, maar het bekendst is het complex dat door Michel de Klerk en Piet Kramer werd ontworpen voor de socialistische woningbouwvereniging De Dageraad. Het omringende gebied werd verkaveld tussen coöperaties van de andere zuilen: de katholieke woningbouwvereniging Schaepman, en de algemene Bouwmaatschappij tot verkrijging van eigen woningen, later Vereniging Onze Woning.
Het Dageraad-complex uit 1919-1922 is architectonisch zeer monumentaal en wordt beschouwd als een van de pronkstukken van de Amsterdamse School. Het omvat de Pieter Lodewijk Takstraat, het Thérèse Schwartzeplein, het Henriëtte Ronnerplein en de Burgemeester Tellegenstraat. Het complex omvat twee symmetrische blokken. De meest karakteristieke delen zijn de hoekpanden aan de Burgemeester Tellegenstraat, maar ook de bebouwing aan het Thérèse Schwartzeplein en het Henriëtte Ronnerplein zijn beroemd.
Een tweede, iets minder karakteristiek stuk dat enkele jaren later is gebouwd, is de woningbouw rondom het Coöperatiehof uit 1928. Dit deel vertoont gelijkenissen met het complex van de Dageraad, maar is ontworpen door Piet Kramer alleen, nadat Michel de Klerk in 1923 was overleden. Ook was dit voor een andere coöperatie, de Vereniging Bouwmaatschappij ter Verkrijging van Eigen Woningen.
In de Diamantbuurt bevindt zich een complex uit 1921-1925 van de architect Jop van Epen. Het omvat woningen aan de Smaragdstraat, Saffierstraat, Topaasstraat, Diamantstraat en Amsteldijk.
 Abberdaan · Admiralenbuurt · Amstel III · Amsteldorp · Amstelkwartier · Andreas Ensemble · Apollobuurt · ArenAPoort · Bajeskwartier · Banne Buiksloot · Bedrijventerrein Sloterdijk · Bellamybuurt · Betondorp · Bijlmer · Binnenstad · Bloemenbuurt · Borgerbuurt · Borneo · Bos en Lommer · Buiksloot · Buiksloterham · Buikslotermeer · Buiteneiland · Buitenveldert · Bullewijk · Burgwallen Oude Zijde · Burgwallen Nieuwe Zijde · Centrum Amsterdam Noord · Centrumeiland · Chassébuurt · Chinatown · Cremerbuurt (Amsterdam) · Cruquius · Czaar Peterbuurt · Da Costabuurt · Dapperbuurt · De Aker · De Baarsjes · De Bongerd · De Eendracht · De Heining · De Krommert · De 9 Straatjes · De Omval · De Pijp · Diamantbuurt · Driemond · Disteldorp · Dubbele Buurt · Duivelseiland · Duvelshoek · Elzenhagen · Erasmusparkbuurt · Floradorp · Frederik Hendrikbuurt · Funenpark · Gaasperdam · Gein · Geuzenveld · Gibraltarbuurt · Gouden Reael · Gulden Winckelbuurt · Grachtengordel · Haarlemmerbuurt · Hallenkwartier · Haven-Stad · Haveneiland · Havenstraatterrein · Helmersbuurt · Het Funen · Holendrecht · Hoofddorppleinbuurt · Houthaven · IJ-oevers · IJburg · IJdock · IJplein · Indische Buurt · Jan Maijenbuurt · Java-eiland · Jeruzalem · Jeugdland ·Jodenbuurt · Jordaan · Julianapark · Kadijken · Kadoelen · Kattenburg · Kinkerbuurt · KNSM-eiland · Kolenkitbuurt · Kop van Jut · Van der Kunbuurt · Laan van Spartaan · Landlust · Landstrekenbuurt · Lastage · Leidsebuurt · Lutkemeer · Marathonbuurt · Marineterrein · Marken · Marktkwartier · Medisch Centrum Slotervaart · Mercatorbuurt · Middelveldsche Akerpolder · Molenwijk · Museumkwartier · Nellestein · Nieuw Sloten · Amsterdam Nieuw-West · Nieuwe Pijp · Nieuwendam · Nieuwendammerdijk en Buiksloterdijk · Nieuwendammerham · Nieuwezijde · Nieuwmarkt · Noorderhof · Noordoever Sloterplas · Noordse Bos · Olympisch Kwartier · Omval · Ookmeer · Oostelijk Havengebied · Oostelijke Eilanden · Oostelijke Handelskade · Oostenburg · Oosterdokseiland · Oosterparkbuurt · Oostoever Sloterplas · Oostpoort · Oostzanerwerf · Osdorp · Oud Osdorp · Oud-Oost · Oud-West · Oud-Zuid · Oude Pijp · Oudezijde · Overamstel · Overhoeks · Overtoombuurt · Overtoomse Buurt · Overtoomse Veld · Park Haagseweg · Park de Meer · Plan van Gool · Plan West · Plan Zuid · Planciusbuurt · Plantagebuurt · Postjesbuurt · Prinses Irenebuurt · Rapenburg · Reigersbos · Riekerpolder · Rieteilanden · Rietlanden · Rivierenbuurt · Robert Scottbuurt · Roeterseiland · Ruigoord · Schinkel (bedrijventerrein) · Schinkelbuurt · Science Park · Sloten · Sloterdijk · Sloterdijk-Centrum · Slotermeer · Slotervaart · Sluisbuurt · Spaarndammerbuurt · Spieringhorn · Sporenburg · Sportheldenbuurt · Staatsliedenbuurt · Stadionbuurt · Steigereiland · Strandeiland · Teleport · Transvaalbuurt · Trompbuurt · Tuindorp Buiksloot · Tuindorp Buiksloterham · Tuindorp Nieuwendam · Tuindorp Oostzaan · Tuttifruttidorp · Van Tijenbuurt · Uilenburg · Universiteitskwartier · Valkenburg · Van der Kunbuurt · Van der Pekbuurt · Van Lennepbuurt · Venserpolder · Vlooienburg · Vogelbuurt · Vogeldorp · Vogeltjeswei · Volewijck · Vondelparkbuurt · Vrije Geer · Waalseiland · Watergraafsmeer · Waterlandpleinbuurt · Waterwijk · Weesp · Weesperbuurt · Weespertrekvaartbuurt · Weesperzijde · Westelijke Eilanden · Westelijke Tuinsteden · Westerdokseiland · Westerpark · Westpoort · Willemspark · Wittenburg · Zeeburg · Zeeburgereiland · Zeeheldenbuurt · Zuidas · Zuideramstel